# Hữu Sản, Bắc Quang
Hữu Sản là một xã thuộc huyện Bắc Quang, tỉnh Hà Giang, Việt Nam.

## Địa lý
Xã Hữu Sản nằm ở phía đông bắc huyện Bắc Quang, có vị trí địa lý:
- Phía đông giáp tỉnh Tuyên Quang
- Phía tây giáp xã Bằng Hành và xã Thượng Bình
- Phía nam giáp xã Liên Hiệp
- Phía bắc giáp huyện Vị Xuyên.

Xã Hữu Sản có diện tích 54,79 km², dân số năm 2019 là 2.689 người, mật độ dân số đạt 49 người/km².

## Hành chính
Xã Hữu Sản được chia thành 11 thôn: An Toàn, Chiến Thắng, Đoàn Kết, Khuối Luốn, Kiên Quyết, Quyết Thắng, Quyết Tiến, Thành Công, Thống Nhất, Thượng Nguồn, Trung Sơn.